# Подемос
„Подемос“ (на испански: Podemos, „Можем“) е лява социалистическа политическа партия в Испания.
Създадена е през 2014 година от политолога Пабло Иглесиас като политическа организация на Движението на възмутените. Няколко месеца по-късно получава 8% от гласовете на изборите за Европейски парламент, а на общите избори през декември 2015 година получава 21% от гласовете и 69 от 350 места в долната камара на парламента. През 2016 година леко подобрява резултата си с 21% от гласовете и 71 депутатски места.